# Кланац (Госпић)
Кланац је насељено мјесто у Лици. Припада граду Госпићу, у Личко-сењској жупанији, Република Хрватска.

## Географија
Кланац је удаљен око 13 км сјеверозападно од Госпића.

## Историја
Након ослобођења од Турака крај је насељен Буњевцима. У Кланцу се налази католичка црква Успења Пресвете Богородице из 1837. године.

## Становништво
Према попису из 1991. године, насеље Кланац је имало 228 становника. Према попису становништва из 2001. године, Кланац је имао 156 становника. Према попису становништва из 2011. године, насеље Кланац је имало 100 становника.
| Демографија | Демографија | Демографија |
| Година      | Становника  | Становника  |
| ----------- | ----------- | ----------- |
| 1961.       | 441         |             |
| 1971.       | 360         |             |
| 1981.       | 268         |             |
| 1991.       | 228         |             |
| 2001.       | 156         |             |
| 2011.       |             | 100         |

## Попис1991.
На попису становништва 1991. године, насељено место Кланац је имало 228 становника, следећег националног састава:
| Попис 1991.‍ | Попис 1991.‍ | Попис 1991.‍ | Попис 1991.‍ | Попис 1991.‍ |
| ----------- | ----------- | ----------- | ----------- | ----------- |
|             |             |             |             |             |
| Хрвати      | Хрвати      |             | 226         | 99,12%      |
| Муслимани   | Муслимани   |             | 1           | 0,43%       |
| непознато   | непознато   |             | 1           | 0,43%       |
| укупно: 228 |             |             |             |             |